# Arxiprestat del Moianès
L'arxiprestat del Moianès és un dels 10 arxiprestats (demarcacions formades per un grup de parròquies dins un bisbat) en els quals es troba organitzat territorialment el bisbat de Vic. Coincideix, en bona part (tot i que no d'una manera exacta), amb l'àmbit territorial de la comarca del Moianès. Està format per un total de 18 parròquies amb 44 esglésies/capelles i 2 santuaris.
La creació d'aquest arxiprestat amb la seva composició actual (força coincident amb la de l'antic arxiprestat de Moià) quedà oficialment aprovada per decret episcopal el 27 de juliol del 1984.

## Parròquies
La llista següent ordena, alfabèticament segons el nom del sant o santa, les 18 parròquies i els 2 santuaris de l'arxiprestat del Moianès:
| Nom                                      | Municipi              | Imatge |
| ---------------------------------------- | --------------------- | ------ |
| Sant Andreu de Castellcir                | Castellcir            |        |
| Santa Coloma Sasserra                    | Castellcir            |        |
| Sant Feliu de Codines                    | Sant Feliu de Codines |        |
| Sant Feliu de Monistrol de Calders       | Monistrol de Calders  |        |
| Sant Feliu de Rodors                     | Moià                  |        |
| Sant Feliu de Terrassola                 | Santa Maria d'Oló     |        |
| Sant Fruitós de Castellterçol            | Castellterçol         |        |
| Sant Llorenç Savall                      | Sant Llorenç Savall   |        |
| Santa Maria de Collsuspina               | Collsuspina           |        |
| Santa Maria de l'Estany                  | L'Estany              |        |
| Santa Maria de Moià                      | Moià                  |        |
| Sant Martí de Granera                    | Granera               |        |
| Sant Pere de Ferrerons                   | Moià                  |        |
| Sant Pere de Gallifa                     | Gallifa               |        |
| Sant Pere de Marfà                       | Castellcir            |        |
| Sant Vicenç de Calders                   | Calders               |        |
| Sant Quirze i Santa Julita de Safaja     | Sant Quirze Safaja    |        |
| Sant Vicenç de Riells                    | Bigues i Riells       |        |
| Santuari de la Mare de Déu de la Tosca   | Castellcir            |        |
| Santuari de la Mare de Déu de l'Ecologia | Gallifa               |        |